# Спорт в Албанії
Спорт в Албанії займає важливе місце в житті суспільства та є частиною національної ідентичності. Попри відносно невелику територію та населення, Албанія має багату спортивну історію, зокрема в таких видах спорту, як Футбол, Важка атлетика, Бокс, Легка атлетика та Волейбол.

## Історія розвитку спорту
Спортивний рух в Албанії почав формуватись у першій половині XX століття. У 1930-х роках були створені перші футбольні клуби, а згодом і національні федерації з різних видів спорту. За часів комуністичного режиму спорт мав велике значення як засіб пропаганди, а також був добре фінансований державою.

## Організація спорту
Головним органом, який координує спортивну діяльність у країні, є Національний олімпійський комітет Албанії. Крім того, існують численні федерації з окремих видів спорту, зокрема футбольна федерація, федерації боксу, баскетболу, легкої атлетики тощо. Більшість спортивних об'єктів зосереджені у Тирані, хоча деякі інфраструктурні проєкти реалізуються і в інших містах.

## Популярні види спорту

### Футбол
Футбол є найпопулярнішим видом спорту в Албанії. Збірна Албанії з футболу бере участь у міжнародних змаганнях під егідою ФІФА та УЄФА. Історичним досягненням стала кваліфікація збірної на Євро-2016, де команда перемогла збірну Румунії (1:0) і вперше здобула очки на великому турнірі.
Албанські клуби, такі як "Партизані", "Кукесі" та "Скендербеу", періодично виступають у кваліфікаційних раундах Ліги чемпіонів та Ліги конференцій.

### Важка атлетика
Важка атлетика є одним з найуспішніших видів спорту для Албанії. Албанські спортсмени здобували медалі на чемпіонатах світу та Європи. Найвідомішим важкоатлетом є Брікен Калля, який вигравав медалі на міжнародних змаганнях та представляв країну на Олімпійських іграх.

### Бокс
Бокс має тривалі традиції в Албанії. Албанські боксери регулярно беруть участь у європейських та світових чемпіонатах. Деякі спортсмени, зокрема Флорент Бехо, здобували престижні нагороди на міжнародному рівні.

### Баскетбол
Баскетбол є доволі популярним серед молоді. В Албанії функціонують чоловіча та жіноча національні збірні, а також національна баскетбольна ліга. Команди беруть участь у турнірах ФІБА та регіональних змаганнях.

### Волейбол
Волейбол є традиційно сильним видом спорту в Албанії. Жіноча та чоловіча збірні неодноразово брали участь у чемпіонатах Європи, а клубні команди, зокрема "Влазнія" та "Студенті", мають гарну історію виступів у балканських турнірах.

## Спортивна інфраструктура
Албанська влада останніми роками інвестує в розвиток спортивної інфраструктури. Відкрито нові стадіони, такі як "Ейр Албанія" у Тирані, сучасні тренувальні центри, зали для ігрових видів спорту. Плануються подальші проєкти в регіональних центрах.

## Спорт і молодь
Велика частина молоді бере участь у спортивних секціях, особливо у футболі, баскетболі та легкій атлетиці. Уряд впроваджує ініціативи для популяризації здорового способу життя, зокрема через шкільні програми та муніципальні ініціативи.

## Албанія на міжнародній арені
Окрім футболу, Албанія представлена на Олімпійських іграх, Середземноморських іграх, Європейських іграх. Успішні виступи албанських атлетів сприяють зростанню інтересу до спорту серед населення.